# Comoara Grecilor
Comoara Grecilor (The Greek Treasure) roman al lui Irving Stone bazat pe viața lui Heinrich Schliemann publicat la Editura Meridiane în 1981.